# Aer Lingus
Aer Lingus Limited ((спрощене з ірландської мови Aer-Loingeas — «повітряний флот») — ірландська авіакомпанія, найбільший авіаперевізник Ірландії. З 2015 став частиною британсько-іспанської International Airlines Group.

## Історія
Заснована 15 квітня 1936 з початковим капіталом £100 000. Перший рейс між Дубліном і Бристолем було відкрито в травні 1936. Авіакомпанія використовувала 6 літаків De Havilland.
З 9 листопада 1945 відкрився регулярний рейс на Лондон. 28 квітня 1958 авіакомпанія почала здійснювати перші міжконтинентальні перельоти з Шеннона до Нью-Йорка.
У 1977 найняв на роботу першу жінку-пілота Граїне Кронін (Gráinne Cronin) — авіакомпанія була другою в Європі після SAS, яка почала наймати жінок як пілотів.
Бізнес серйозно постраждав від терактів 11 вересня 2001 року в США. У відповідь авіакомпанія скоротила кількість персоналу та пунктів призначення, а також скоротила свій флот. У результаті вона витримала шторм і повернулася до прибутку, в основному завдяки зниженню бази витрат авіакомпанії, оновленню флоту сучасним обладнанням Airbus і розробці нових маршрутів до напрямків материкової Європи. Раніше Aer Lingus переважно нехтувала материковою Європою на користь напрямків США та Великобританії. Вона позиціонувала себе як конкуренцію європейським авіакомпаніям без надмірностей, пропонуючи міжконтинентальні рейси, поступово припиняючи подорожі бізнес-класом для короткомагістральних рейсів, але зберігаючи вантажні послуги на невеликій кількості маршрутів.
Велике замовлення на літаки A320 передбачало поставки, що почалися в 2004 році і тривали до 2011 року. Постачання цих літаків дозволило вилучити Boeing 737. 29 жовтня 2005 року Aer Lingus вивела з експлуатації свої останні два літаки 737, ознаменувавши кінець Boeing літаки в Aer Lingus і початок флоту Airbus.
27 жовтня 2005 року Aer Lingus оголосила про свій перший регулярний рейс до Азії з березня 2006 року як Дубайський міжнародний аеропорт в Об'єднаних Арабських Еміратах, де базувався виконавчий директор Дермот Менніон під час роботи в Еміратах. Незважаючи на те, що в прес-релізі Aer Lingus це описується як перша далека послуга за межами Сполучених Штатів, насправді була попередня послуга до Монреаля з 1966 по 1979 рік. Відстань великого кола в 5926 кілометрів (3682 милі) порівнянна з обслуговування Чикаго. У той же час Менніон пов'язав фінансування нових далекомагістральних літаків для заміни парку A330 з приватизацією авіакомпанії. Обслуговування в Дубаї припинилося в березні 2008 року, оскільки авіакомпанія намагалася збільшити свою частку на нещодавно лібералізованому трансатлантичному ринку.
6 червня 2007 року Aer Lingus зміцнила свої відносини з європейським виробником, замовивши шість нових A350-900 і шість A330-300. Вони були використані для розширення далеких перевезень, а також для заміни трьох старіших моделей. Поставки A330 почалися в лютому 2009 року. У 2011 році компанія Aer Lingus змінила свої три замовлення на A330 на A350-900 з поставкою не раніше 2017 року. Згодом замовлення на A350 взяла на себе IAG у 2015 році.
З 2019 року Шон Дойл став генеральним директором Aer Lingus. 6 квітня 2021 року новим генеральним директором Aer Lingus стала Лінн Емблтон.
У червні 2021 року авіакомпанія Aer Lingus заявила, що хоче заморозити оплату праці працівників на п’ять років, водночас пропонує різке скорочення ставок, які виплачуються новому бортовому персоналу та екіпажу.
Компанія Ryanair володіла понад 29% акцій Aer Lingus, а ірландська держава - понад 25% до того, як її викупила IAG у 2015 році. Держава раніше володіла 85% акцій до рішення уряду про розміщення акцій компанії на біржах Дубліну та Лондону 2 жовтня 2006 року. Основними компаніями групи є Aer Lingus Limited, Aer Lingus Beachey Limited, Aer Lingus (Ireland) Limited та Dirnan Insurance Company Limited, кожна з яких перебуває у приватній власності.
26 травня 2015 року, після багатомісячних переговорів про можливе поглинання комванією IAG, ірландський уряд погодився продати свою 25-відсоткову частку в компанії. Ryanair зберіг 30% акцій Aer Lingus, які він погодився продати IAG 10 липня 2015 року за 2,55 євро за акцію. У серпні 2015 року акціонери Aer Lingus офіційно прийняли пропозицію IAG про поглинання. Згодом IAG отримала контроль над Aer Lingus 2 вересня 2015 р..

## Флот

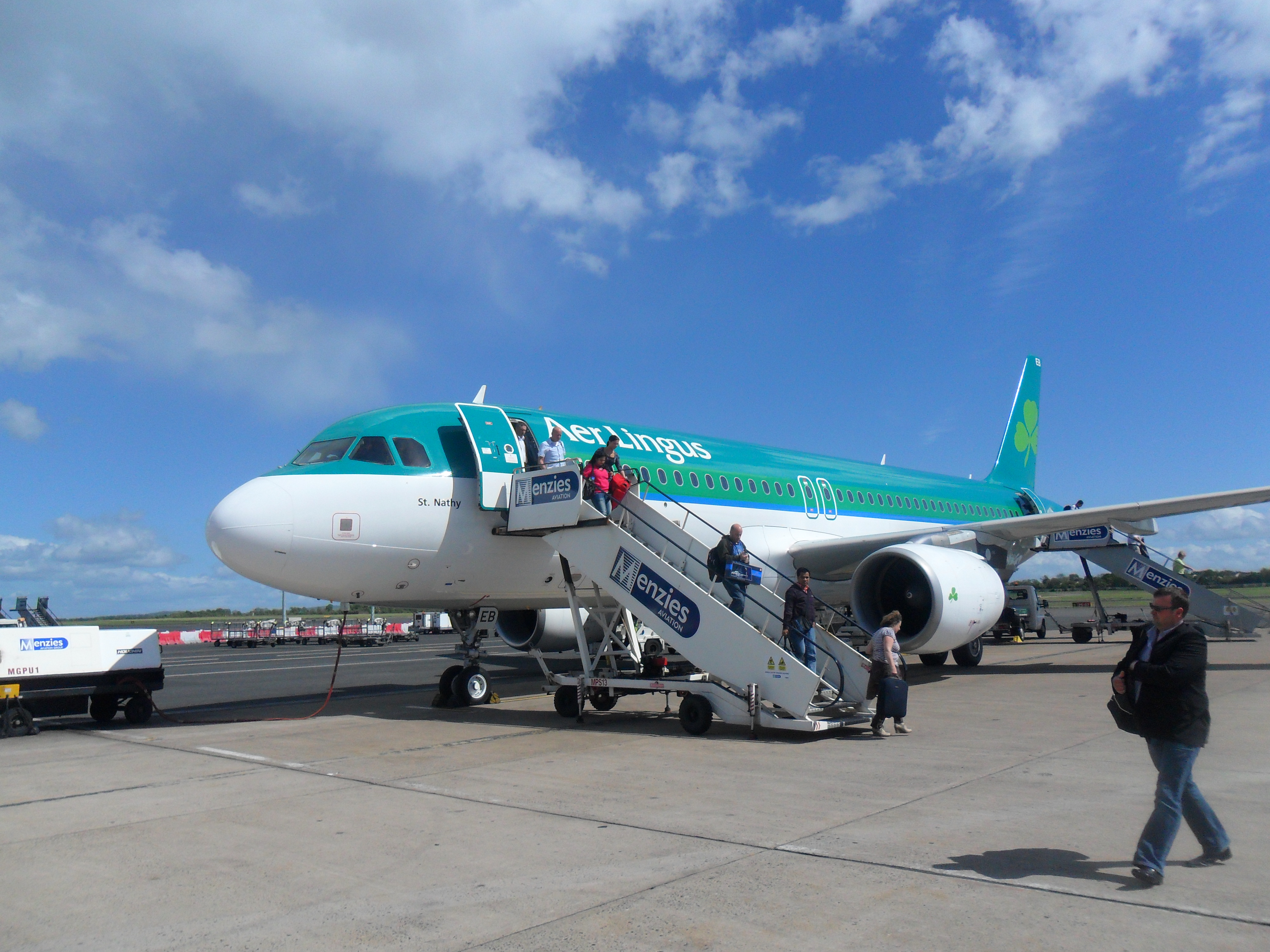
Літак Aer Lingus A320-200 в аеропорту Белфаст-Сіті

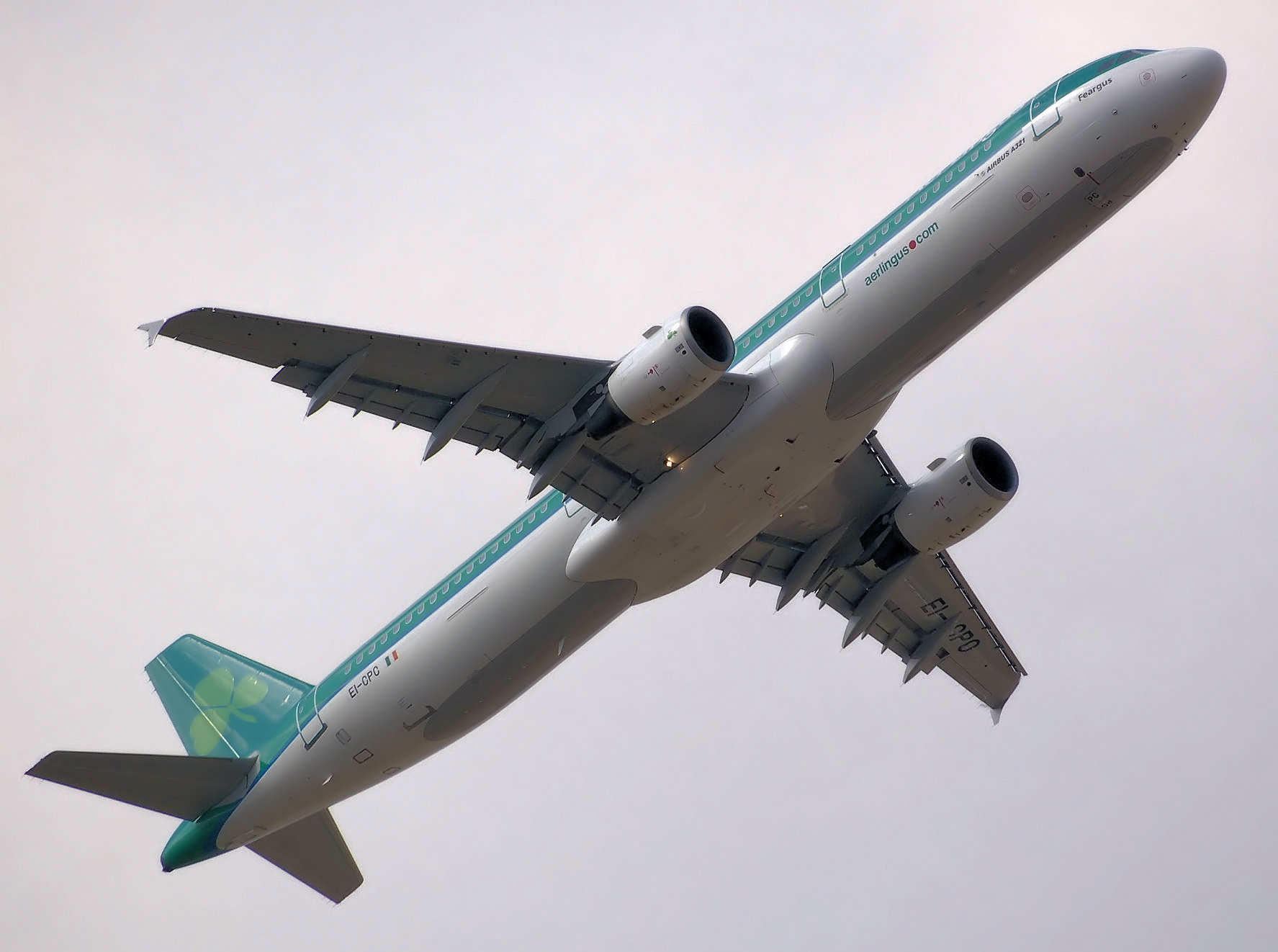
Літак Aer Lingus Airbus A321-200

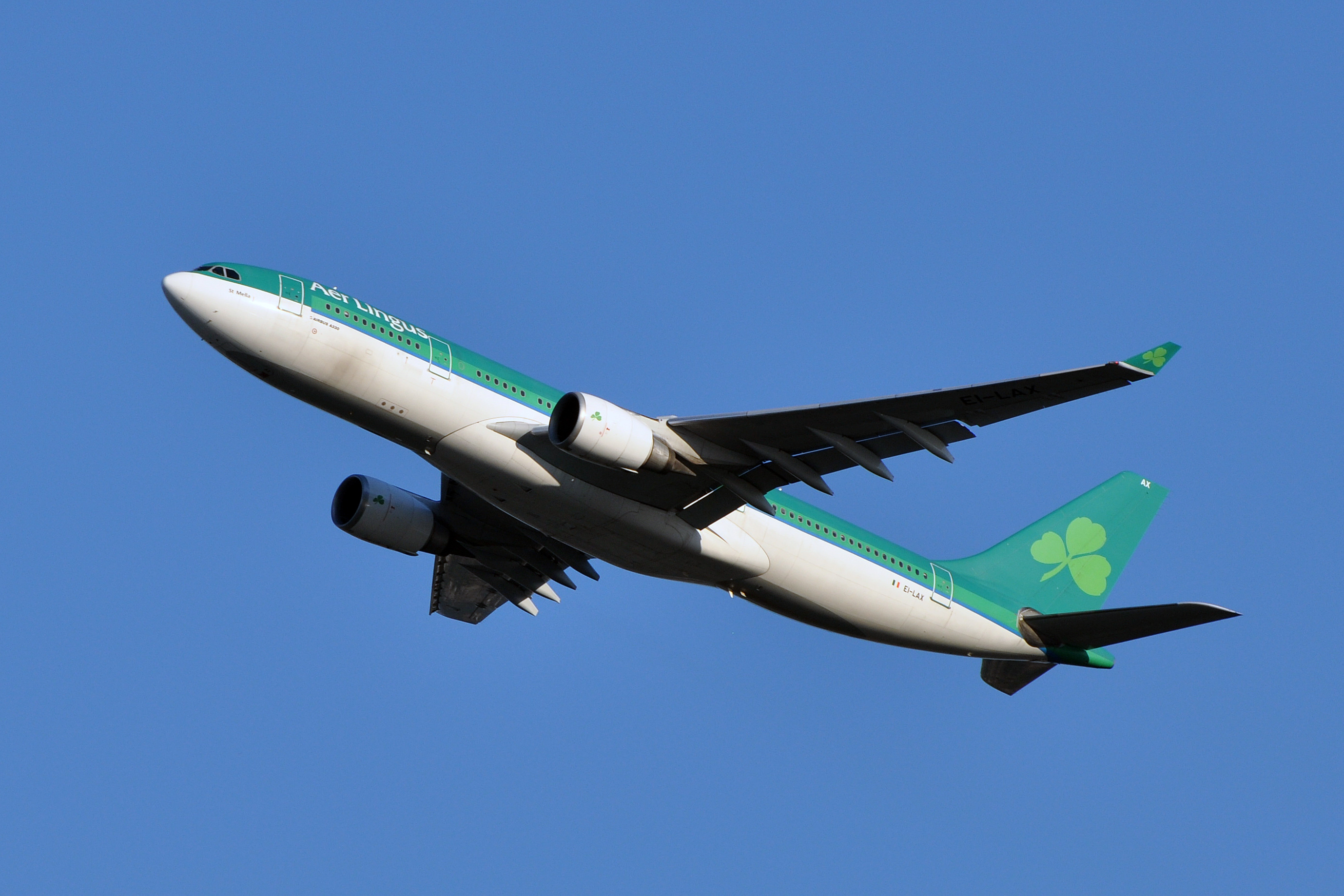
Літак Aer Lingus Airbus A330

Флот на жовтень 2018: